# ルクレティア (レーニ)
『ルクレティア』（伊: Lucrezia、英: Lucretia）は、イタリア・バロック期のボローニャ派の巨匠グイド・レーニがキャンバス上に油彩で制作した絵画で、画家が60歳を過ぎたころにあたる1636-1638年ごろに描かれた。ティトゥス・リウィウスの『ローマ建国史』 (第1巻58節) に記述されている古代ローマの歴史上の女性ルクレティアを表している。2002年にアイルランドの個人所有者から東京の国立西洋美術館に購入され、以来、同美術館に所蔵されている。

## 来歴
本作の依頼者についてははっきりしていないが、17世紀イタリアの歴史家カルロ・チェーザレ・マルヴァジーアがボローニャ大司教ジローラモ・ボンコンパーニ枢機卿が所有していたとする『ルクレティア』ではないかという指摘もある。本作が最初に記録されたのは1784年で、リヴォルノ領事を務めていたイギリスのジョン・ウドニーがフィレンツェのサルヴィアーティ家から購入した時のことである。この時、ウドニーは、やはり国立西洋美術館に所蔵されているグエルチーノの『ゴリアテの首を持つダヴィデ』も購入している。

## 作品

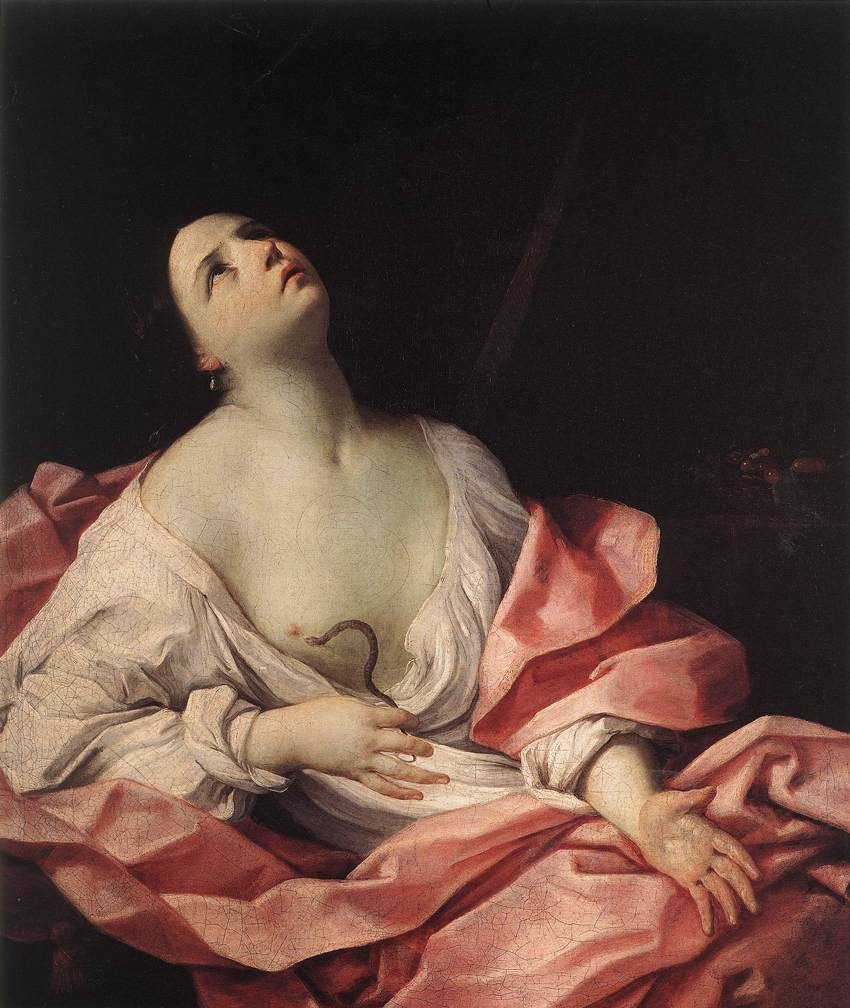
グイド・レーニ 『クレオパトラ』(1628年ごろ)、ロイヤル・コレクション、バッキンガム宮殿

リウィウスの『ローマ建国史』によれば、王制ローマの末期、王の息子セクストゥス・タルクィニウスに暴行されたルクレティアは、自分の心の潔白を証明するために剣で胸元を突き刺し、自害した。このことをきっかけに王制は終わりを迎えることとなり、共和制ローマに移行する。
ルクレティアの物語は、古代からルネサンス、バロック期にかけて、ボッカチオを初めとして様々な文学の中で貞節を守った女性の鑑として常に称賛されてきた。しかし、同時にキリスト教倫理に反する自殺をした女性として、この主題は両義的な意味をも持っている。本作に表されているのはルクレティアの自害の場面ではない。レーニは、オウィディウスの『祭歴』 (第2巻823-826節) に叙述されるルクレティアの必死の思いを天を仰ぎ見る姿で表現している。
レーニは、自身の画業の後半である1620年代以降に神話、歴史的主題を典拠とした官能的な女性像 (しばしば裸体像で表現された) を数多く描いた。中でも古代ローマ史に登場する2人のヒロイン、クレオパトラとルクレティアはもっとも頻繁に描かれた。本作は美しい女性像を得意としたレーニの特徴がよく表されている一方、レーニの画業の後期にあたる作品であり、初期の輪郭が明快で色彩の鮮やかな様式から晩年の抑制された色調を用いた様式へと移行している。